# Бологов, Фёдор Павлович
Бологов Фёдор Павлович (14 апреля 1916, Пашино, Вологодская губерния — 19 января 1994, Москва) — советский военачальник, генерал-майор.

## Биография
Родился 14 апреля 1916 года в деревне Пашино (ныне в Великоустюгском районе Вологодской области) в крестьянской семье. Русский. 
Окончил сельскохозяйственный техникум, работал топографом, старшим землеустроителем районного земельного отдела. Член ВКП(б).
В Красной армии с 26 сентября 1938 года, рядовой. Окончил полковую школу и пехотное училище.
На фронтах Великой Отечественной с первых дней. Командовал взводом, отдельной разведывательной ротой стрелковой дивизии. 
С марта 1942 года капитан Бологов в оперативном отделении 153-й стрелковой дивизии (с 31 декабря 1942 года — 57-я гвардейская): помощник начальника 1-го отделения штаба, помощник начальника оперативного отделения штаба.
С 26 августа 1943 года майор Бологов — начальник оперативного отделения штаба 20-й гвардейской Криворожской стрелковой дивизии. Во главе оперативного отделения штаба участвовал в битве за Днепр, освобождении Украины, Болгарии, Румынии, Венгрии, Австрии. Войну окончил в Австрии, в городе Грац.
После войны продолжил военную службу в Советской армии, генерал-майор. Окончил Академию Генерального штаба, где до 1980 года работал старшим преподавателем кафедры стратегии. С 6 февраля 1979 года в отставке.
Автор мемуаров «В штабе гвардейской дивизии».
Умер 19 января 1994 года в Москве.

## Награды
- Орден Красного Знамени;
- дважды Орден Красной Звезды;
- Орден Александра Невского;
- дважды Орден Отечественной войны 1-й степени (26.03.1943, 06.04.1985);
- Орден Отечественной войны 2-й степени;
- Орден «За службу Родине в Вооружённых Силах СССР»;
- Орден Тудора Владимиреску 3-й степени (01.10.1974)[2];
- Медаль «За победу над Германией в Великой Отечественной войне 1941—1945 гг.»;
- Медаль «За боевые заслуги» (15.11.1950)[3].